# Заславські
Князі Заславські, Жеславські, Жославські, Жаславські, також Заславські з Острога (пол. Zasławski, Żesławski, Żasławski, Żosławski) гербу власного — волинський рід XV-XVII століть, молодша гілка князів Острозьких. Прізвище походить від назви міста Заслав (нині Ізяслав Хмельницької області). Заславські володіли великими маєтностями у Великому Князівстві Литовському та Короні Королівства Польського. Протягом XVI-XVII століть Заславські у власних володіннях заснували ряд міст, зокрема: Новий Заслав, Красний Корчик, Шепетівку, Славутин, Олександрію тощо. З 1620-х власники Острозької ординації — найбільшого майорату Речі Посполитої.
У XV-XVI століттях головними центрами володінь Заславських були міста Заслав, Білогородка і Верхів на Волині.
Представниця родини, княгиня Анастасія Заславська, виступила фундаторкою вершинної пам’ятки української культури XVI століття — Пересопницького євангелія.

## Походження роду
Існує дві провідних версії походження князів Заславських — відгалуження родини Острозьких. Згідно з першою Заславські є нащадками Рюриковичів-Мономаховичів. Цієї думки дотримується зокрема львівський історик Леонтій Войтович. Інший погляд обстоює київський історик Наталя Яковенко, яка  про походження Острозьких та їхнього відгалуження, Заславських від Гедиміновичів-Наримунтовичів.

## Володіння
|                               |  |                                      |  |                             |
| Руїни Старозаславського замку |  | Палац Острозьких в Дубенському замку |  | Руїни Старосільського замку |

## Відомі представники роду

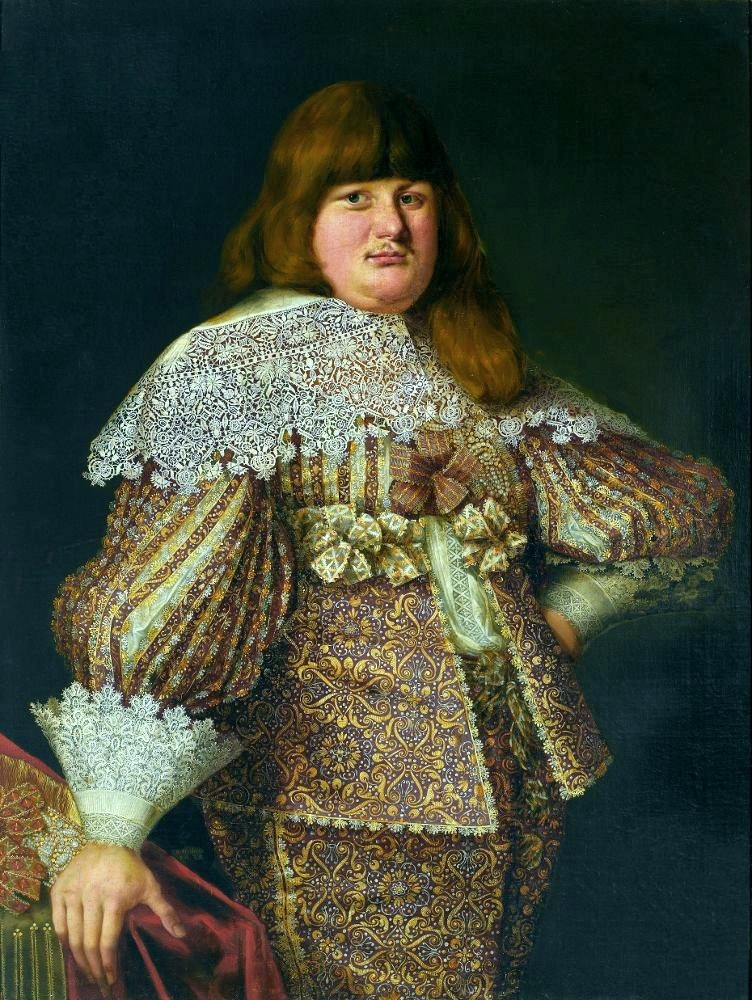
Владислав Заславський

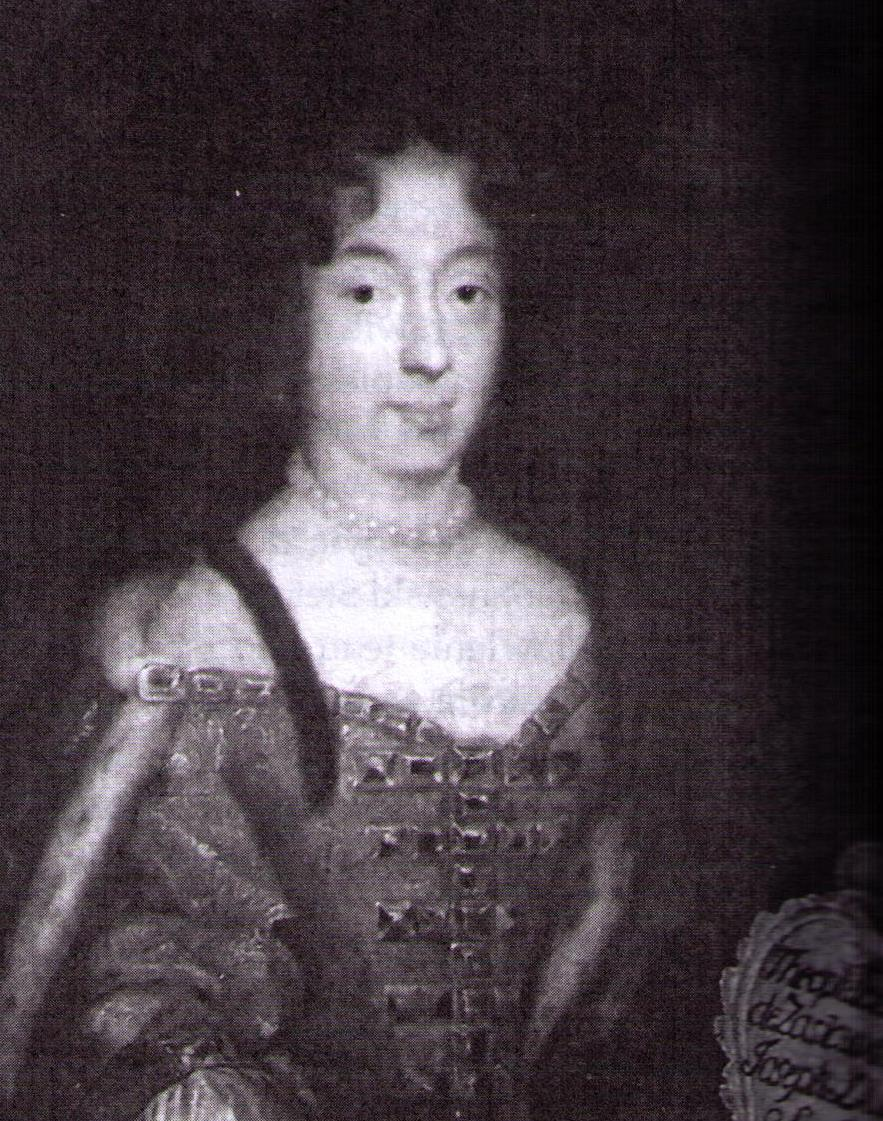
Теофіля Заславська

- Юрій Заславський (пом. бл. 1500 року) — волинський князь, перший почав писатися князем Заславським.
- Кузьма Заславський (пом. 1556) — державець свіслоцький і кам'янецький, відомий завдяки майновим конфліктам з Острозькими, власник Милятина, Чернихова.
- Анастасія Заславська (пом. 1561) — волинська княгиня. Дружина Кузьми Заславського. Фундаторка Пересопницького євангелія.
- Януш Янушович Заславський (1560 — 4 серпня 1629) — підляський воєвода (1591–1604), житомирський староста (1598–1609), волинський воєвода (1604–1629), переяславський староста (1620–1629). Відомий лицарською звитягою. Придушив повстання Северина Наливайка. Бився з татарами під Збаражем, з турками під Цецорою, воював у Мунтенії. Фундатор перекладу на польську мову антивідьомського трактату «Malleus Maleficarum».
- Олександр Заславський (1577—1589 — 14 листопада 1629) — волинський каштелян (1605–1613), житомирський староста (1609–1627), брацлавський воєвода (1613–1628), київський воєвода (1628–1629). Відомий прихильних унії східної та західної християнських церков. Збереглося чотири томи копіярію листів Олександра Заславського, якому немає аналогів в епістолярній спадщині Речі Посполитої.
- Владислав Домінік Заславський (1616 — 5 квітня 1656) — острозький ординат (1621–1656), коронний конюший (з 1636), луцький староста (1639–1656), сандомирський воєвода (1645–1649), краківський воєвода (1649–1656). Один з трьох реґіментарів Коронного війська під час національно-визвольної революції середини XVII століття. Організатор оборони від шведів Перемишля. Знавець і меценат мистецтва.
- Олександр Януш Заславський (1651—1682) — острозький ординат (1656–1682), останній нащадок магнатської родини Заславських по чоловічій лінії. Засновник юридичної академії у Варшаві (1670).

## Генеалогічна схема (за Наталею Яковенко)
```
 1   2   3   4   5   6   7   8   
 │

Юрій Васильович Заславський
(† бл. 1500) ∞ Софія Варвара N
     │  
     ├─
Андрій Юрійович Заславський
 († бл. 1535) x
     ├─
Марина Юріївна Заславська
 († п. 1516) ∞ 
Семен Олізарович
 
     └─
Іван Юрійович Заславський
 († бл. 1516) ∞ Олена Федорівна Четвертинська
         │ 
         ├─
Михайло Іванович Заславський
 († бл. 1530) x
         ├─
Софія (Варвара) Іванівна Заславська
 ∞ Олехно Бранський
         └─
Кузьма Іванович Заславський
 († 1556) ∞ 
Анастасія Юріївна Гольшанська Дубровицька
 (до 1529)
             │
             ├─
Ганна Кузьмівна Заславська
 († 1582) ∞ 
Іван Федорович Чорторийський
 (1547)
             └─
Януш Кузьмич Заславський
 († 1562) ∞ (Марина Петрівна?) Кірдеївна (між 1556/62)
                 │
                 ├─
Михайло Янушович Заславський
 († 1587) x
                 ├─
Софія Янушівна Заславська
 († п. 1618) ∞ Олександр Богданович Загоровський (до 1588) → Федір (Фридрих) Тишкевич (1588)
                 └─
Януш Янушович Заславський
 (1562-1629) ∞ 
Олександра Романівна Санґушківна
 (1577) → Мар'яна Лєщинська (1611)
                     │
                     ├─
Костянтин Янушович Заславський
 († 1615) x ∞ Анна Потоцька (1612/13)
                     ├─
Юрій (Єжи) Янушович Заславський
 (1592-1636) x
                     ├─
Єлизавета Янушівна Заславська
 († 1618) ∞ 
Ян Щасний Гербурт
 (1610) → Максиміліян Пшерембський (1617) 
                     ├─
Софія Янушівна Заславська
 († п. 1636) ∞ Ян Остроруґ (бл. 1603)
                     └─
Олександр Янушович Заславський
 (1581-1629) ∞ Евфрузина Янушівна Острозька (1605) 
                        │
                        ├─
Франциск на Острозі Заславський
 († 160<6>-21) x 
                        ├─Кароль Заславський (161<4>-18) x
                        ├─Януш Василь Заславський († 1617) x 
                        ├─
Костянтин Олександр Заславський
 (1620-42) x
                        ├─
Януш Ісидор Заславський
 (1622-49) x 
                        ├─Сузанна Заславська († 1625) x
                        ├─
Констанція Заславська
 († 1630) ∞ Фердинанд Мишковський (1630) 
                        └─
Владислав Домінік на Острозі Заславський
 (1616-56) ∞ Софія Ліґензянка (1634) → 
Катажина Собеська
 (1650) 
                            │
                            ├─
Евфрузина Заславська
 († до 1656) x
                            ├─
Теофіла Людвіка Заславська
 († 1709) ∞ 
Дмитро Вишневецький
 (1671) → Юзеф Кароль Любомирський (1683)
                            └─
Олександр Януш на Острозі Заславський
 (1651-1682) x
```